# Ferdinando Crivelli (architetto)
Ferdinando Crivelli (Bergamo, 6 giugno 1810 – Bergamo, 5 aprile 1855) è stato un architetto italiano.

## Biografia
Ferdinando nacque a Bergamo da una famiglia di condizioni sociali ed economiche modeste, ma fu mandato dal padre Antonio a Milano a frequentare le scuole primarie, mostrando fin dalla tenera età, un'importante predisposizione al disegno. All'età di tredici anni venne iscritto ai corsi di architettura dell'Accademia Carrara di Bergamo tenuti dall'architetto Giacomo Bianconi (1780-1858). Si fece notare fin dal primo anno vincendo il concorso nel 1826 con lo studio del Partenone in Atene che gli diede il diritto di accedere direttamente al concorso della seconda classe di architettura.

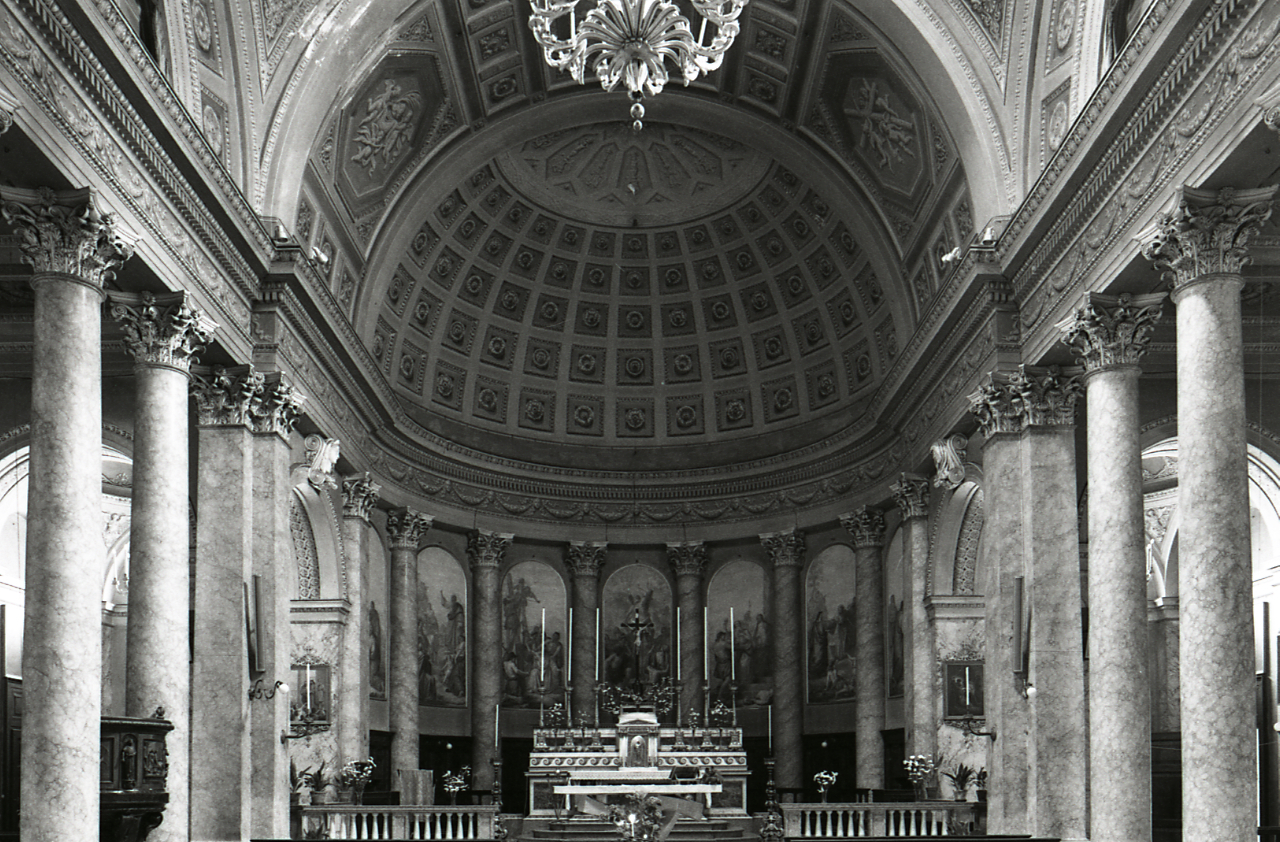
Paolo Monti 1980 - Chiesa di Sant'Andrea Bergamo-abside

Tornato a Milano completò gli studi all'Accademia di belle arti di Brera dove seguì i corsi di disegno prospettico, riuscendo a essere tra i migliori realizzatori del premio Per la bella e savia maniera di architettare ordinatamente, e prese il primo premio nel 1835 al concorso d'architettura Per una città capitale. Ferdinando fu un assiduo frequentatore degli studi d'ingegneria di Giorgio Tazzini e Giuseppe Cusi dove divenne assistente durante la progettazione delle barriera delle Grazie. Fu incaricato di dirigere i lavori durante la progettazione del ponte di Ponte San Pietro sul Brembo a una sola arcata nel 1837. 
Il suo primo progetto fu la chiesa di Sant'Andrea di Bergamo in stile palladiano, incarico ricevuto dopo esser arrivato secondo nel concorso l'appalto per la progettazione della nuova chiesa di Sant'Anna, vinto da Giuseppe Berlendis. Crivelli risolve il difficile problema dei dislivelli del territorio e si ispirò a un progetto dell'architetto Giacomo Quarenghi che era stato ideato e realizzato nel 1798 per la cappella dei Cavalieri di Malta interna a Palazzo Voroncov, a San Pietroburgo. 
Proseguì poi con altre commissioni per il comune di Bergamo come il Liceo classico Paolo Sarpi, mentre completava il suo corso di studio con la laurea fisico-matematica all'Università degli Studi di Pavia. Questo gli permise, dopo un periodo da tirocinante presso P.A.Pagnoncelli, di ottenere la laurea in ingegneria e agrimensore all'età di trent'anni. Molti furono i suoi lavori tra cui il restauro della cupola del basilica alessandrina, la casa dei conti Suardi. Il progetto per il Sarpi fu preparato dal Crivelli nel 1840, fu poi approvato con alcune modifiche volute dall'ingegnere Pietro Pestagalli che fu nominato direttore generale delle Pubblica Costruzioni, e che aveva inizialmente disapprovato il progetto; risulta che il Crivelli si fosse più volte lamentato di alcuni suoi interventi.

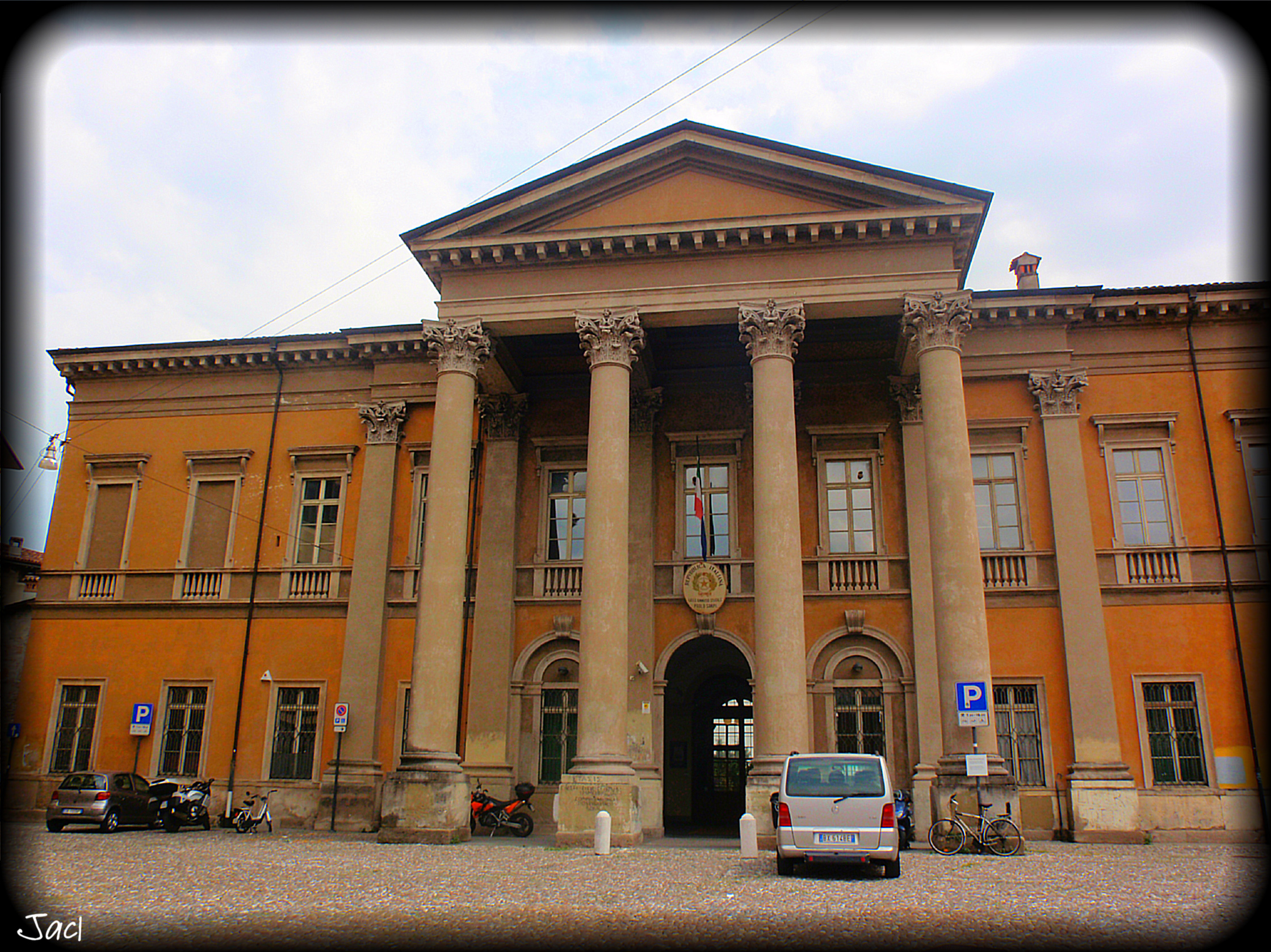
Liceo Paolo Sarpi

Divenne tra i più stimati cittadini professioni di Bergamo venendo eletto nel 1846 quale socio dell'Ateneo cittadino. Nel 1851 fu incaricato di ricostruire la cupola della basilica di Sant'Alessandro seguendo l'originario modello del Seicento di Carlo Fontana. Durante la lunga malattia ebbe però da lamentarsi per come la sua città non sempre lo avesse apprezzato. 

## Opere
- Chiesa di Sant'Andrea, Bergamo, 1837;
- Porta Nuova, 1837;
- Liceo classico Paolo Sarpi, Bergamo, 1842;
- Altare maggiore della chiesa di San Gregorio, frazione di San Gregorio Cisano Bergamasco;
- Altare maggiore della chiesa di Santo Stefano di Villasola Cisano Bergamasco, progetto del 1841
- Altare maggiore della parrocchiale di Adrara San Martino, 1843:
- Cupola del duomo di Bergamo, 1853.